# Йозеф Дайсс
Йозеф Дайсс (нім. Joseph Deiss; нар. 18 січня 1946, Фрібур, Швейцарія) — швейцарський державний і політичний діяч, дипломат, економіст. З 14 вересня 2010 року — голова 65-ї сесії Генеральної Асамблеї ООН.

## Біографія
Народився 18 січня 1946 року в кантоні Фрібур, де почав свою політичну кар'єру як член місцевого парламенту. Також впродовж довгого часу був мером рідного міста Барбереш.
У 1991 році обраний у Федеральні збори Швейцарії, де представляв Християнсько-демократичну народну партію.
Член Федеральної ради Швейцарії в 1999-2006, як начальник департаменту закордонних справ в 1999—2002 рр., а потім як начальник департаменту економіки. Президент Швейцарії в 2004 р.
Нині Дайсс є деканом економічних і соціальних наук у Фрібурському університеті, а також перебуває членом ради директорів ряду фінансових організацій.